# チャーマ・ラージャ9世
チャーマ・ラージャ9世（Chama Raja IX, 1774年2月28日 - 1796年4月17日）は、南インドのカルナータカ地方、マイソール王国の君主（在位：1776年 - 1796年）。カーサー・チャーマ・ラージャ（Khasa Chama Raja）ともよばれる。

## 生涯

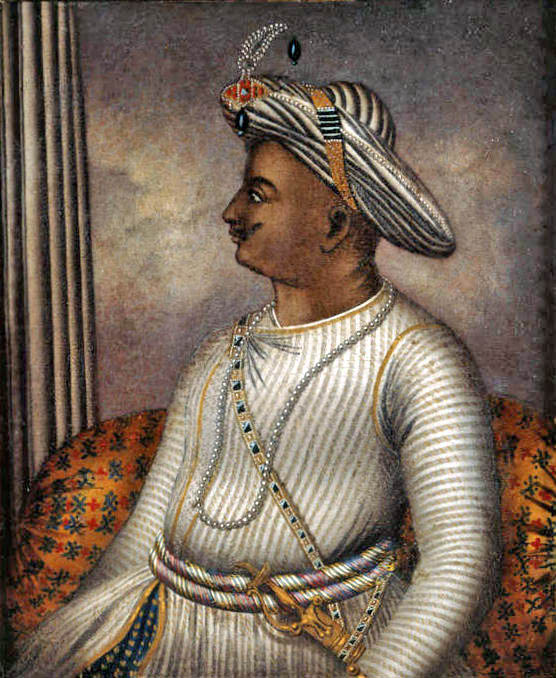
ティプー・スルターン

1776年9月6日、先王チャーマ・ラージャ8世が暗殺されたため、一族にあたるチャーマ・ラージャ9世が故クリシュナ・ラージャ2世の妃ラクシュミー・アンマンニ・デーヴィーの養子となって王位を継承した。
チャーマ・ラージャ9世の治世もまた、養父や義兄の治世と同様にサルヴァーディカーリー（首席大臣）のハイダル・アリーが全権を握っており、彼も名ばかりの王にすぎなかった。
その治世の間、1779年にハイダル・アリーはカダパのナワーブとチトラドゥルガ・ナーヤカ朝を滅ぼし、さらにマイソール王国の領土を広げた。
1780年5月以降、ハイダル・アリーはイギリスと対決するためタミル地方に侵攻し、第二次マイソール戦争を引き起こし、マドラスまで攻め入った。
1782年12月7日、ハイダル・アリーは戦争中に死亡し、その息子ティプー・スルターンが後継者となり、1783年1月2日にチャーマ・ラージャ9世は彼がその地位を世襲する形でサルヴァーディカーリーに任命した。
第二次マイソール戦争後、ティプー・スルターンはマイソール王国のイスラーム化を進め、1786年1月にはムガル帝国の皇帝シャー・アーラム2世がシンディア家の支配下に置かれていることを理由に名目上の忠誠を撤回、皇帝を意味する「パードシャー」を号し、国号をフーダダード（神から与えられた国家）とした。なお、この際にチャーマ・ラージャ9世が王位を失ったとする場合もあるが、実際はその死まで王位を保持していた。
1796年4月17日、チャーマ・ラージャ9世は天然痘に罹患したことにより、シュリーランガパトナで死亡した。ティプー・スルターンによって暗殺されたともいわれる。
チャーマ・ラージャ9世の死後、ティプー・スルターンはオデヤ朝から王を立てず、名実ともにマイソール王国の君主となった。